# Cantó de Villeneuve-Saint-Georges
El cantó de Villeneuve-Saint-Georges és un cantó francès del departament de Val-de-Marne, situat al districte de Créteil. Des del 2015 té 3 municipis.

## Municipis
- Limeil-Brévannes
- Valenton
- Villeneuve-Saint-Georges (en part)

## Història
| Data d'elecció                           | Identitat              | Partit                       | Qualitat |
| ---------------------------------------- | ---------------------- | ---------------------------- | -------- |
| 1945-1946                                | Henri Janin            | PCF                          |          |
| 1946-1949                                | Roger Vermot-Desroches | PCF                          |          |
| 1949-1961                                | Armand Cachat          | RPF, després RS, després UNR |          |
| 1961-1964                                | Marcel Sieffert        | UNR                          |          |
| 1964-1967                                | Marius Faïsse          | SFIO                         |          |
| 1967-1985                                | Julien Duranton        | PCF                          |          |
| 1985-1992                                | Marius Faïsse          | UDF-PSD                      |          |
| 1992-2011                                | Laurent Dutheil        | PS                           |          |
| 2011                                     | Nathalie Dinner        | app. PCF                     |          |
| les dades anteriors no són pas conegudes |                        |                              |          |
|                                          |                        |                              |          |

## Demografia
| A partir de 1990: Població sense dobles comptes |